# Ramsen (Germania)
Ramsen è un comune di 1.791 abitanti della Renania-Palatinato, in Germania.
Appartiene al circondario del Donnersberg (targa KIB) ed è parte della comunità amministrativa (Verbandsgemeinde) di Eisenberg.